# Шпигало, Юрий Валентинович
Юрий Валентинович Шпигало (Пустой шаблон {{ВД-Преамбула}} ) — советский и российский хоккеист, нападающий. Тренер.

## Биография
Воспитанник магнитогорского «Металлурга», дебютировал за команду в сезоне-1981/82 второй лиги. В 1987 году перешёл в челябинский «Трактор», в составе которого за полтора сезона провёл 46 матчей в высшей лиге. В середине сезона-1988/89 вернулся в «Металлург», с которым в 1990 году вышел в первую лигу, а в сезонах-1992/93 — 1993/94 сыграл 74 матча в МХЛ. Стал известен после того, как внёс значительный вклад в победу «Металлурга» над московским «Спартаком» в 1/8 финала Кубка МХЛ-1992/93. Также играл за «Южный Урал» Орск (1992/93) и «Металлург-2» (1993/94 — 1994/95). С сезона-1994/95 был тренером в «Металлурге-2».
Скончался в июле 1997 года в возрасте 32 лет. В Магнитогорске проводится турнир детских команд памяти Шпигало.